# Molophilus (Austromolophilus) kitchingi
Molophilus (Austromolophilus) kitchingi is een tweevleugelige uit de familie steltmuggen (Limoniidae). De soort komt voor in het Australaziatisch gebied.